# Zonnedael

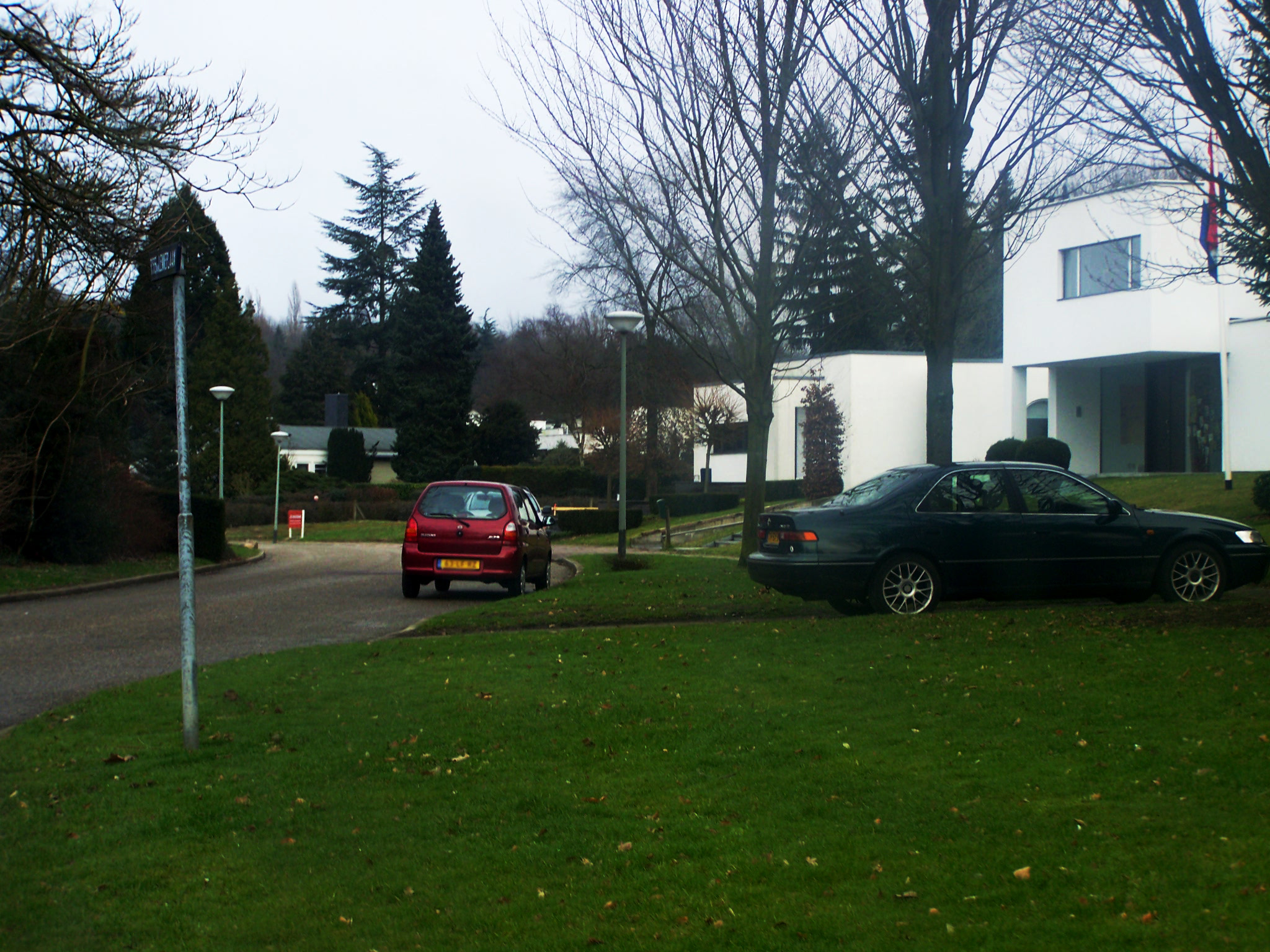
Ross van Lenneplaan, Sittard. Filmlocatie Zonnedael

Zonnedael is een fictieve, luxe woonwijk in de eveneens fictieve stad Amstelhaeghe uit de films en de televisieserie van de familie Flodder.

## Achtergrond
Zonnedael is de elitewijk van Amstelhaeghe. Er staan allemaal dure huizen en er wonen vrijwel alleen maar mensen met veel geld en aanzien zoals bankdirecteuren, notarissen en artsen. De wijk is, zoals in de derde film duidelijk wordt, op 14 september 1970 geopend door de toenmalige koningin Juliana. In de derde film wordt een jubileumfeest georganiseerd ter gelegenheid van het vijfentwintigjarig bestaan van de wijk. Op de avond voor het grote jubileumfeest brandt de hele wijk echter af, behalve het huis van de Flodders, omdat alleen zij hun huis niet hadden versierd ter gelegenheid van het feest.
De Flodders worden in de eerste film in deze wijk geplaatst bij wijze van experiment, nadat hun eerdere huis op een gifbelt blijkt te staan.
In Zonnedael zijn veel activiteiten zoals een tennisbaan en een sportclub. Ook is er een jaarlijkse hardloopwedstrijd.
Zonnedael heeft zelf geen winkelcentrum. In plaats daarvan wordt de wijk geregeld bezocht door de SRV-wagen van Van Putten.

## Sets
Opnames van de eerste film werden gedraaid in de bestaande villawijk op de Kollenberg in Sittard. Het huis van de familie en een paar omliggende huizen werden gebouwd op de wielerbaan bij Spaarndam. Ook is in deze film het Maxis-terrein bij Muiden te zien, als de Flodders boodschappen hebben gedaan.
Vanaf de tweede film en de serie werd de gehele straat nagebouwd op de set van het filmbedrijf op de Bolderweg 22 in Almere. De huizen in de straat waren ‘echt’ gebouwd, maar van binnen waren ze leeg en gestut. In het huis van de familie was alleen de hal ingericht. Dit is gedaan voor de opnamen waarin de Flodders naar binnen of naar buiten gingen. Opnamen in de hal en binnenshuis werden gemaakt in de studio's van de zogenaamde First Floor Film Factory, het bedrijfspand van de producent.
Voor de derde film werd de straat uitgebreid met meer huizen en een rotonde. Na de opnames van Flodder 3, waarin een deel van Zonnedael afbrandt, werden er voor de televisieserie een aantal nieuwe huizen gebouwd. Het huis rechts tegenover de Flodders is hierbij helemaal anders geworden. Ook werd na deze film een gedeelte 'stad' gemaakt waar onder andere het koffiehuis was. Via slim camerawerk kon de illusie gewekt worden dat ze zich met de auto steeds in andere gedeeltes van de wijk bevonden door het beeld te spiegelen, zodat het niet opviel dat ze steeds door dezelfde straat reden. De acteurs verwisselden hiervoor van plaats, anders zou het net een rechtsgestuurde auto lijken. Het bovenste gedeelte van het stuur werd er vervolgens afgezaagd. Coen van Vrijberghe de Coningh zat op de passagiersstoel en hield een nepstuur vast, terwijl Tatjana Šimić met het onderste gedeelte van het stuur de auto reed. Zo leek het net alsof ze door een andere straat reden. Ook werd er regelmatig gebruikgemaakt van snel rijdende auto's in opnames, waarbij de kijker geen aandacht meer had voor de omgeving, terwijl dit vaak de bekende straat was waar de Flodders wonen.
In diverse buitenopnames is te zien dat het bij de studio in Almere is opgenomen doordat het grote logo op de gevel van het nabijgelegen bedrijf Beiersdorf op de achtergrond in beeld verschijnt. De hele set op het terrein bestaat inmiddels niet meer na oefeningen van de brandweer begin 2000.  
Op het terrein waar de decors stonden, stond van 1999 tot 2002 het Big Brother-huis. Dit was een huis dat speciaal voor het gelijknamige tv-programma was gebouwd van portocabins. Wanneer Bart Spring in 't Veld, de winnaar van de 1e Big Brother, naar buiten rent als overwinnaar, zijn op de achtergrond nog de restanten van de decors uit Flodder zichtbaar. Hiermee lag op dit terrein de bakermat van de reality-tv.
Anno 2017 is er op het First Floor Features-terrein een staalbedrijf gevestigd, waarbij het toenmalige kantoor van First Floor Features door dit bedrijf als kantoor wordt gebruikt.

## Trivia
- In de aflevering Goed Gedrag zijn er stukjes van het 'echte' Zonnedael en het 'fictieve' Zonnedael gemixt wanneer Johnnie, Kees & Kees op weg naar huis zijn, en Kees even later uit de auto valt. Ook is in deze scène te zien dat er een deel in spiegelbeeld is opgenomen. De huizen uit 'de straat' staan in spiegelbeeld vergeleken met eerdere scènes en dat betekent dus dat dochter Kees achter het stuur zit terwijl Johnny ernaast zit.
- De straat voor het huis van de Flodders op de set werd voor de aflevering Zalig uiteinde uitgegraven om een bomexplosie na te bootsen. In de afleveringen daarna is duidelijk te zien dat dit weer dichtgegooid en geasfalteerd is.
- In de aflevering Bergplaats komt het volledige adres van de familie Flodder in beeld: Netelweg 13, 9021 WD AMSTELHAEGHE. In de films is de adressering 'Amstelhaeghe': Zonnedael is de woonwijk. De postcode is in werkelijkheid van Oosterwierum, in de Friese gemeente Súdwest-Fryslân.
- Golden Earring heeft in 1997 de clip Burning Stuntman opgenomen (ook geregisseerd door Dick Maas) op de set van Flodder terwijl het laatste seizoen werd gefilmd.
- Het zwembad van de Flodders, was in werkelijkheid maar 15 cm diep.[2] Dit is ook op te merken doordat hierin nooit een hoofdrolspeler zwemmend te zien is. Alleen in Flodder 1 zwemt Kees in het zwembad.
- In de serie Loenatik heet de psychiatrische inrichting waarbinnen de serie zich afspeelt ook Zonnedael.